# G. I. Taylor Medal
Die G. I. Taylor Medal der Society of Engineering Science (SES) wird seit 1984 für herausragende Leistung in Hydrodynamik vergeben. Sie ist nach Geoffrey Ingram Taylor benannt und mit 2000 Dollar dotiert. Der Preisträger wird Mitglied auf Lebenszeit der SES.

## Preisträger
- 1984: James Lighthill, Sydney Goldstein
- 1988: Andreas Acrivos
- 1990: Daniel D. Joseph
- 1993: William S. Saric
- 1995: Steven Orszag
- 1997: George K. Batchelor
- 1999: Grigory I. Barenblatt
- 2001: Stephen H. Davis
- 2003: Tony Maxworthy
- 2011: Hassan Aref
- 2012: Joe D. Goddard
- 2015: L. Gary Leal
- 2016: Mory Gharib
- 2017: Nadine Aubry
- 2018: Howard Stone
- 2019: Arif Masud
- 2020: Katepalli R. Sreenivasan
- 2022: Gareth McKinley
- 2023: Julio Ottino
- 2024: George Karniadakis
- 2025: Tommaso Ruggeri